# Marian Rombald z Hochinfelsenu
Marian Rombald z Hochinfelsenu (celým jménem Marian Štěpán Ladislav Václav Rombald von Hochinfelsen, 26. prosince 1863 Odlochovice – 12. ledna 1924 Praha) byl český šlechtic, velkostatkář a politik, sportovec a čtvrtý prezident I. českého lawn-tennis clubu v Praze.

## Životopis
Narodil se na zámku v Odlochovicích u Sedlčan jako starší ze dvou synů velkostatkáře Antonína Rombalda a jeho manželky Aurélie, rozené Pštrossové . Rod pocházel ze severoitalského Udine, byli v něm zastoupeni vesměs vojáci nebo úředníci rakouské monarchie, od 18. století sídlící také v Čechách.
Marian se nejprve věnoval vojenské kariéře, v rakouské armádě dosáhl hodnosti nadporučíka v 11. pluku husarů ve Vídni; od roku 1895 byl státním úředníkem při Zemských deskách v Praze, věnoval se správě velkostatku a vstoupil nejprve do regionální politiky jako člen okresního zastupitelstva ve Voticích a později i do Českého zemského sněmu, v němž byl poslancem za stranu konzervativního velkostatku. Roku 1898 mu byl udělen titul šlechtic z Hochinfelsenu. Po roce 1918 Odlochovický statek prodal.

### Rodina
Oženil se s Aurélií Pankrazovou (1868–1932) z Chrančovic u Všerub, se kterou vyženil další statek. Měli sedm dětí, (pět dcer a dva syny). Jejich starší syn Marián (1895–1917) v 1. světové válce padl na frontě, mladší Václav byl úředníkem státní správy.

### Sport
Stejně jako jeho strýc, zemský poslanec Václav Rombald, patřil k členům pražského Sokola a věnoval se různým sportům. Jako tenista nedosáhl žádných úspěchů. Čestnou a prestižní funkci presidenta I. českého lawn-tennis clubu dostal pravděpodobně proto, že byl jeho mecenášem a vlivným politikem.